# 寒風沢島
寒風沢島（さぶさわじま）は宮城県塩竈市にある島である。

## 概要

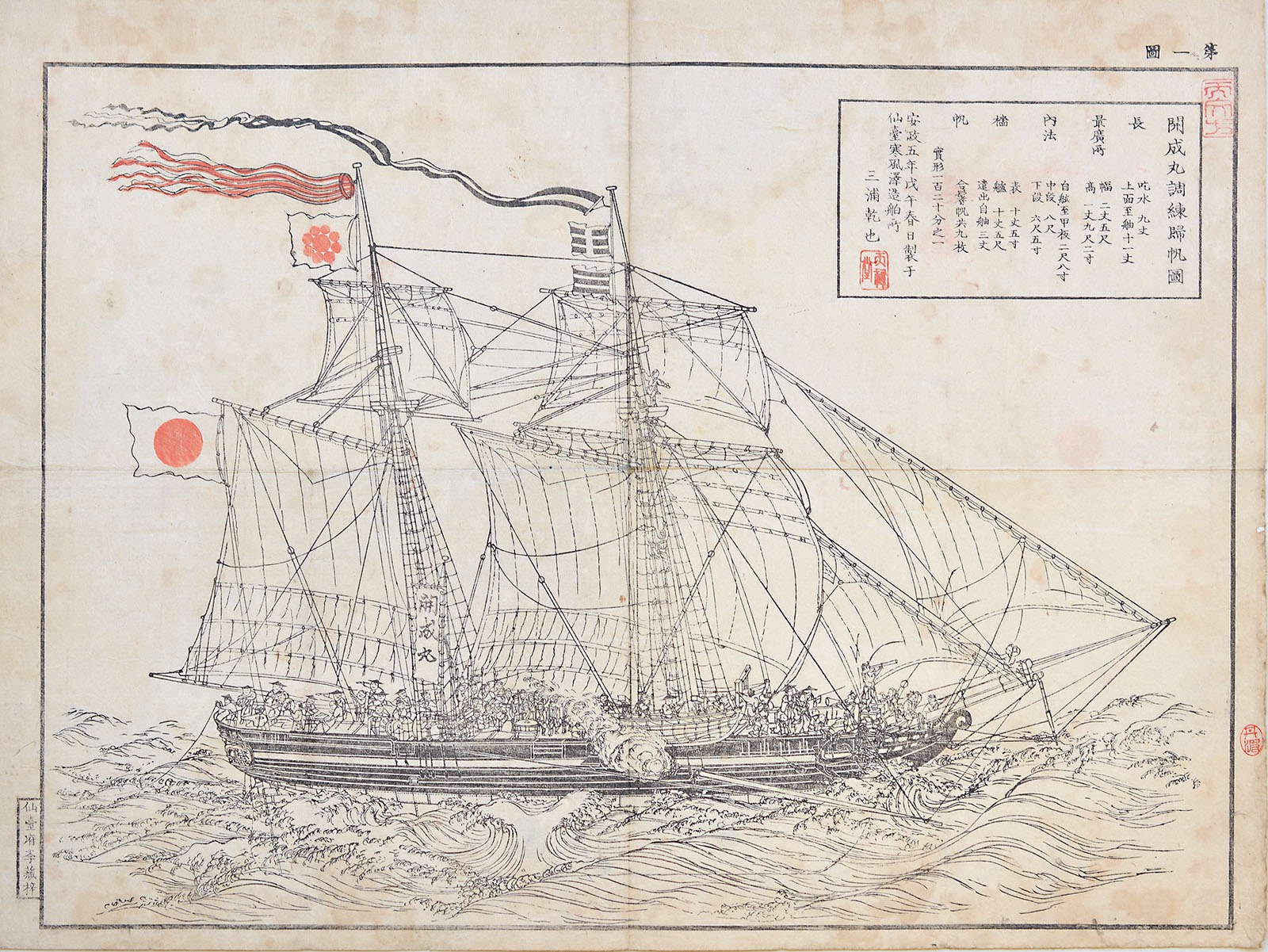
「開成丸(かいせいまる)」（1858年）

面積1.45平方キロメートル、人口約100人。浦戸諸島最大の島である。寒風沢水道を隔てて野々島と、鰐ヶ淵水道を隔てて宮戸島と、東西を両島に挟まれるような形になっている。江戸期の文人である大田南畝の書いた随筆には「寒澤島」とある。いつしか島名に「風」の一字が付け加わったと伝わる。
野々島と面する島の西側に集落が広がり、宮城県漁業協同組合塩釜市浦戸東部支所がある。島内には水田が広がり、農業に従事している人も多い。自給自足を実現している島といわれる。寒風沢島と野々島の間では無料の渡し舟が運航されており、詰所の人に頼むか、無人の場合は鐘を鳴らすと運航する。2023年現在では、船頭の携帯電話に電話することで運航し、寒風沢島と野々島、朴島を結んでいる。
江戸時代に寒風沢島は風待港、積替港として繁栄した。幕府がこの島に蔵を建て、伊達郡などの年貢米がいったんここへ集められ、千石船に積み替えられて江戸へ運ばれた。寒風沢島には船乗りを相手にした遊廓が作られ、客を放したくない為に荒天を祈る遊女の想いが込められた「しばり地蔵」が名所となっている。また、江戸時代後期、日本人として初めて世界一周を果たした4名のうちの津太夫と左平の出身地はここである。幕末には、仙台藩初の西洋式軍艦「開成丸」がここで建造され、記念碑である「造艦の碑」が建つ。戊辰戦争では、江戸を脱出した榎本武揚の幕府艦隊が一時ここに投錨した。

## 交通
塩竈市営汽船：塩竈港→桂島→野々島→寒風沢港（44分）